# Підйомна сила (фільм)
«Підйомна сила» — український художній документальний фільм 2024 року режисера Олександра Стратієнка, авіатора Тимура Фаткулліна та команди Aerotim.
Основна ціль фільму — висвітлити особливості та специфіку роботи армійської авіації (безпосередньо гвинтокрилів), передати почуття та характер людей, з яких цей окремий світ складається, зазначають автори.

## Сюжет
Весь фільм побудований на реальних історіях. Усі герої — борттехніки, інженери, авіанавідники та бойові пілоти, які зараз захищають Україну. Стрічка «Підйомна сила» показує, як проходить робота авіаторів вночі чи в режимі радіотиші, а також під час тренувань та роботи на полігоні. Уперше розказані історії відважних пілотів-вертолітників — про критичні моменти перших днів війни, сміливі та смертельно небезпечні операції з рейдами в тил ворога. В центрі сюжету три великі операції за участі армійської авіації: знищення російських колон в тилу противника під час Київської кампанії, прорив повітряної блокади в оточений Маріуполь та бої за визволення острова Зміїний.
У стрічці багато повітряних зйомок у форматі «air-to-air» та унікальних архівних кадрів.

## У фільмі присутні
- Віталій Савич
- Микола Любарець
- Юлія Любарець
- Тарас Нечипоренко
- Максим Чайка
- Ярослав Зозуля

## Виробництво
Фільм знято із застосуванням надшвидких дронів власного виробництва. Кадри зроблені під час бойових та тренувальних польотів.
У фільмі знялися реальні пілоти та авіатори, які літали в оточений Маріуполь, та острів Зміїний, а також виконували завдання в тилу ворога.
Над фільмом працювало понад 15 людей протягом одного року. Зйомки проходили у Полтаві, Костянтинівці, Слов'янську, Харкові, Києві та Львові.

## Прем'єра
Стрічка вийшла в кінопрокат компанією B&H Film Distribution Company 10 жовтня 2024 року.
За перший вікенд показів стрічку подивилися понад 10 тисяч людей, завдяки чому вона увійшла до п'ятірки найкасовіших українських документальних фільмів.
З 8 листопада 2024 року фільм став доступний для перегляду на стримінговій платформі Megogo.

## Нагороди
| Рік  | Нагорода           | Категорія                    | Отримувач     | Результат | Дж.   |
| ---- | ------------------ | ---------------------------- | ------------- | --------- | ----- |
| 2025 | Cinema for Victory | Найкраща операторська робота | Підйомна сила | Перемога  | [ 7 ] |